# Edderton
Edderton är en by i Highland i Skottland. Byn är belägen 8 km 
från Tain. Orten har 355 invånare (2011).